# Reina Elisenda (metropolitana di Barcellona)
Reina Elisenda è una stazione della linea 12 della metropolitana di Barcellona, situata sotto al Passeig de Reina Elisenda de Montcada nel distretto di Sarrià-Sant Gervasi. La linea è gestita da Ferrocarrils de la Generalitat de Catalunya (FGC).
La stazione costituisce il capolinea della linea L12 e fu inaugurata nel 1976.

## Accessi
- Passeig Reina Elisenda de Montcada - Carrer Duquesa d'Orleans
- Avinguda Josep V Foix